# Lago Naftia
Il lago Naftia è un lago naturale di acqua sulfurea, in atto prosciugato, sito in contrada Rocchicella nel territorio del comune di Mineo in provincia di Catania. Era conosciuto anticamente come lago dei Palici, indi lago Naftia, più recentemente anche lago di Palagonia e, dal secondo dopoguerra, come mofeta dei Palici; la mofeta dei Palici rappresenta la mofeta umida più grande d’Europa.

## Descrizione
Il lago è sito nel punto in cui la piana di Catania si incunea fra i rilievi degli Erei e degli Iblei, sotto l'altura di Rocchicella all'imbocco della valle del ﬁume dei Margi. Fin quando non venne imbrigliata l'attività emissiva il lago era "doppio", cioè composto di due conche a cratere affiancate.
L'origine del lago è legata ai fenomeni vulcanici della formazione eruttiva terziaria dell'area Monti Iblei-Val di Noto. Non è collegata direttamente al vulcano etneo come supponevano alcuni antichi studiosi; si tratta di un fenomeno di vulcanismo secondario. Dalla superficie sgorgano costantemente bolle di anidride carbonica, idrogeno e metano mentre si innalzano due o tre getti di acqua trascinata in alto dalla pressione dei gas. La colorazione dell'acqua è giallo-verdastra. L'ambiente circostante è costituito da rocce tufacee miste a rocce vulcaniche e scorie. La quantità d'acqua è molto variabile e così pure la profondità e appare slegata dai fenomeni pluviali stagionali. L'alimentazione è prettamente sotterranea. Un forte e nauseante odore di gas petroliferi esala da essa e pervade l'ambiente intorno. Forse è questa l'origine del nome "naftia".
Diodoro Siculo descrive così il lago: 
(Diodoro Siculo (11.89))

Il Ferrara lo descrive come legato alla quantità di pioggia e quindi di dimensioni variabili e a volte anche in secca; 
(Francesco Ferrara)
Lo studioso individuò la presenza di grandi quantità di anidride carbonica e di idrogeno nel lago e nel terreno circostante. Illustrò anche le sue deduzioni circa l'origine della mofeta come fenomeno residuale del vulcanismo antico del Val di Noto; osservò anche l'assenza di un qualsiasi collegamento con l'attività dell'Etna.

## Leggende e insediamenti
I fenomeni insoliti, quali i getti d'acqua, il gorgogliamento e l'emarginazione dei e la gas diedero luogo nell'antichità remota ad una interpretazione religiosa. I fenomeni attribuiti a particolari divinità, come in genere quelli vulcanici in ogni dove, fecero nascere il mito delle divinità ctonie gemelle Palici. Adiacente al lago venne edificato un santuario. In seguito alla rivolta di Ducezio il tempio e il lago assunsero nuova importanza e nei pressi nacque la città di Paliké; ne parlano Diodoro siculo, Teofilo, Aristotile
Le esalazioni e le caratteristiche delle acque erano ritenute molto importanti ai fini dei giuramenti resi e servivano a smascherare gli spergiuri. Avvicinandosi alle acque colui che giurava dinanzi ai sacerdoti del culto veniva immediatamente punito dalla divinità se falso; alcuni si allontanavano dal santuario privi della vista (riferita da Diodoro). Polemone riferisce lo svolgimento del rito: i giuranti gettano in acqua delle tavolette; quella di chi ha detto il vero sta a galla, l'altra affonda; lo spergiuro subisce una punizione che può essere cecità o anche morte.

## Sfruttamento industriale
Lo sfruttamento industriale delle emissioni venne già pianificato nel periodo tra le due guerre mondiali. Il lago è stato prosciugato e non è più visibile in seguito all'imbrigliamento dei soffioni di anidride carbonica attuato dall'industria che ha preso il nome di "Mofeta dei Palici". Anche il nome è scomparso sostituito da quello di Mofeta dei Palici. Nel bacino del lago, un tempo un grande catino in ebollizione, è in atto un complesso stabilimento per la captazione dell'anidride carbonica, con sonde aspiranti e tubazioni per il trasporto del gas alle apparecchiature di lavaggio, di depurazione da prodotti solforati e dagli idrocarburi; segue la compressione e l'essiccamento fino al raggiungimento del massimo grado di purezza, dell'ordine del 99,95%.